# Yves Boisset

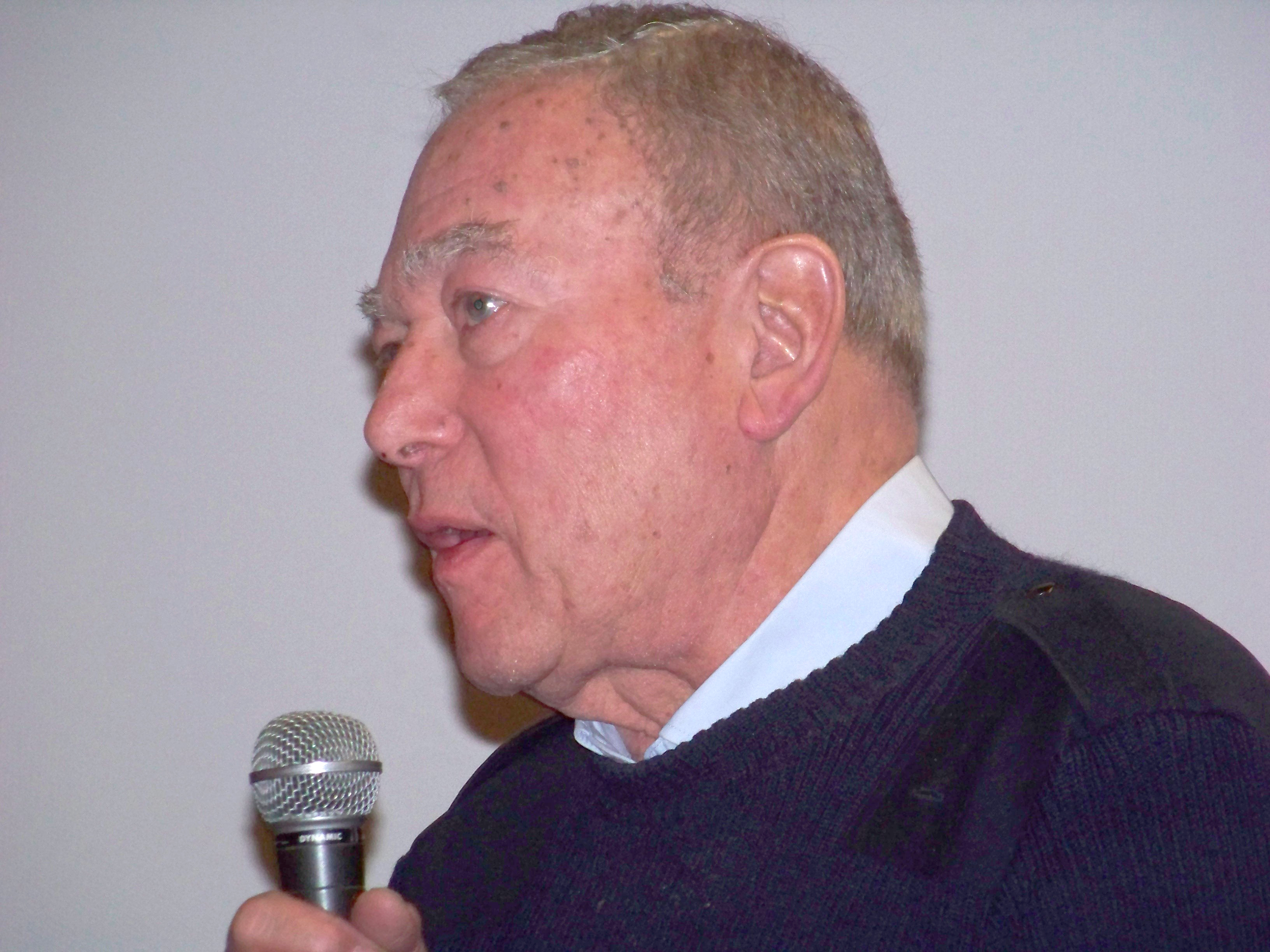
Yves Boisset (2010)

Yves Boisset (* 14. März 1939 in Paris; † 31. März 2025 in Levallois-Perret, Hauts-de-Seine) war ein französischer Regisseur und Drehbuchautor.

## Leben und Werk
Mit dem Film kam Yves Boisset zunächst als Kritiker in Berührung. Er interessierte sich vor allem für den amerikanischen Film noir. Ab 1967 war er auch als Regisseur tätig und trat in einigen seiner Filme als Schauspieler auf. Das Werk von Boisset wird ganz überwiegend von Kriminalfilmen geprägt. In Filmen wie Kommando R.A.S. oder Monsieur Dupont werden auch aktuelle gesellschaftliche Themen wie der Algerienkrieg und Ausländerhass angesprochen. Ab den 1990er Jahren drehte er fast ausschließlich Fernsehfilme mit historischem Hintergrund: Die Affäre Seznec, Die Affäre Dreyfus, Fürs Vaterland erschossen (Fall Lucien Bersot), Jean Moulin – Leben im Widerstand oder L’Affaire Salengro.
2011 erschien seine Autobiografie La vie est un choix.

## Filmografie (Auswahl)

### Kino
- 1967: Der Teufelsgarten (Coplan sauve sa peau, italienisch L’assassino ha ore contate), Regie und (mit Claude Veillot) Drehbuch
- 1970: Cran d’arrêt
- 1970: Ein Bulle sieht rot (Un Condé)
- 1971: Kommando Cobra (Le Saut de l’ange)
- 1972: Das Attentat (L’Attentat)
- 1973: Kommando R.A.S. (R.A.S. – Rien à signaler)
- 1975: Monsieur Dupont (Dupont-Lajoie)
- 1975: Zum Freiwild erklärt (Folle à tuer)
- 1977: Der Richter, den sie Sheriff nannten (Juge Fayard dit Le Shériff)
- 1977: Das malvenfarbene Taxi (Un taxi mauve)
- 1978: Die Klassenlehrerin (La Clé sur la porte)
- 1980: Kinder für das Vaterland (Allons z’enfants)
- 1980: Die Polizistin (La femme flic)
- 1981: Der Maulwurf (Espion, lève-toi)
- 1982: Kopfjagd – Preis der Angst (Le Prix du danger)
- 1984: Dog Day – Ein Mann rennt um sein Leben (Canicule)
- 1986: Das Blau der Hölle (Bleu comme l’enfer)
- 1988: La Travestie
- 1989: Radio Corbeau – Der Rabe packt aus (Radio Corbeau)
- 1990: Dark Line – Im Koma auf dem Weg ins Jenseits (La Tribu)

### Fernsehen
- 1987: Die alte Fee (La Fée carabine)
- 1989: Der Mann, der sich verdächtig machte (Le Suspect)
- 1990: Haute Tension: Todesfalle (Frontière du crime)
- 1992: Die Affäre Seznec (L’Affaire Seznec)
- 1993: Morlock – Der Tunnel
- 1995: Die Affäre Dreyfus (L’Affaire Dreyfus)
- 1995: Die Liebenden vom Red River (Rivière Rouge)
- 1996: Fürs Vaterland erschossen (Le Pantalon)
- 2002: Jean Moulin – Leben im Widerstand (Jean Moulin)
- 2004: US-Medien: Macht und Ohnmacht (US Media Blues)
- 2009: L’Affaire Salengro

## Schriften
- La vie est un choix. Plon, Paris 2011, ISBN 978-2-259-21312-7 (Autobiografie).